# Problème du char d'assaut allemand

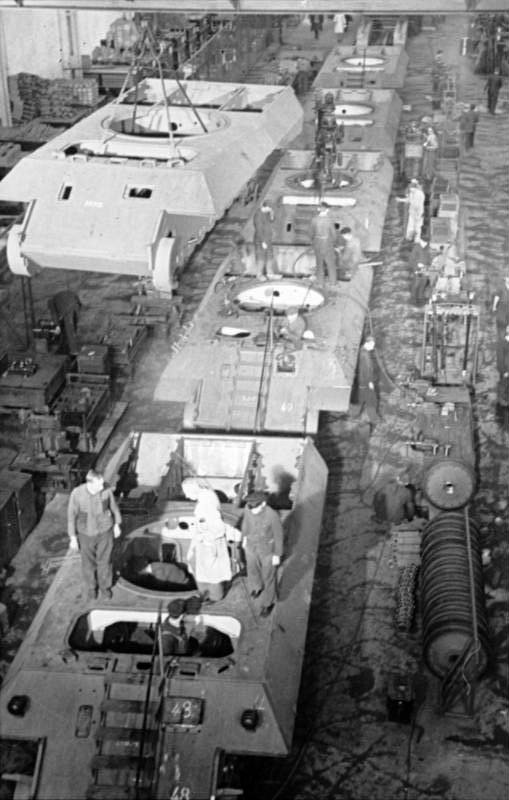
Lors de la Seconde Guerre mondiale, la production de char d'assaut allemand, tels le Panzerkampfwagen V Panther, a été estimée par les Alliés grâce à des méthodes statistiques.

Le problème du char d'assaut allemand réfère à une estimation de la valeur maximale d'une loi uniforme discrète à partir d'un échantillonnage sans remplacement. Il tire son nom de son application par les Alliés de la Seconde Guerre mondiale afin d'estimer la production de chars d'assaut allemands.
Le problème peut être abordé selon les approches d'inférence fréquentiste (en) ou bayésienne.

## Principe
On suppose que l'ennemi produit des chars immatriculés de 1 à {\displaystyle N}. On capture {\displaystyle k} chars. Le but est d'estimer {\displaystyle N} à partir des numéros d'immatriculation. Dans la suite, {\displaystyle m} désigne le plus grand numéro d'immatriculation vu.

### Exemple
Supposons que l'on ait capturé k=4 chars, et que les numéros de série relevés sont les suivants : 19, 40, 42 et 60. Le plus grand numéro de série relevé est m=60. 

### Approche fréquentiste
En fait, selon l'approche fréquentiste, on estime {\displaystyle N} en fonction du nombre {\displaystyle k} de chars capturés et du plus grand numéro d'immatriculation {\displaystyle m}, vu parmi les chars capturés, selon la relation suivante :
{\displaystyle N\approx m-1+{\frac {m}{k}}}
On estime donc le nombre total de chars par :
{\displaystyle N\approx m+{\frac {m}{k}}-1=74.}

### Approche bayésienne
En suivant l'approche bayésienne, cette fonction de masse est proposée pour estimer le nombre total de chars :
{\displaystyle \ P(N=n)={\begin{cases}0&{\text{si }}n<m\\{\frac {k-1}{k}}{\frac {\binom {m-1}{k-1}}{\binom {n}{k}}}&{\text{si }}n\geq m,\end{cases}}}
grâce à laquelle on peut estimer le nombre total de chars par la méthode suivante :
{\displaystyle {\begin{aligned}N&\approx \mu \pm \sigma =88.5\pm 50.22,\\\mu &=(m-1){\frac {k-1}{k-2}},\\\sigma &={\sqrt {\frac {(k-1)(m-1)(m-k+1)}{(k-3)(k-2)^{2}}}}.\end{aligned}}}
La distribution comporte une asymétrie positive puisqu'il y a au moins 60 chars.

## Histoire

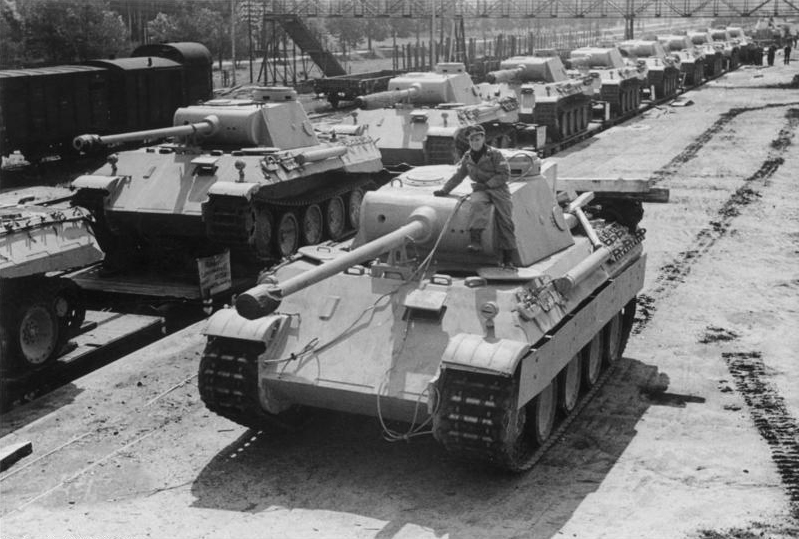
Panzerkampfwagen V Panther chargés pour le transport sur la ligne de front (1943).

Lors de la Seconde Guerre mondiale, les Alliés ont tenté de déterminer l'étendue de la production allemande d'armement. Pour ce faire, ils ont utilisé deux approches : la collecte d'informations par les services de renseignements et l'utilisation des probabilités et statistiques.
La seconde approche permettait d'estimer le nombre de chars d'assaut allemand à l'aide des numéros de série des chars capturés ou détruits. Ces derniers, recoupés avec les numéros des châssis, moteurs, roues et pneus, ont permis d'établir une séquence de production,,.
Selon les services de renseignements Alliés, la production de chars d'assaut allemand était d'environ 1 400 unités par mois entre juin 1940 et septembre 1942. Selon les estimations statistiques, le chiffre était plutôt de 246 par mois. Après la guerre, les cahiers de production allemands ont été saisis et donnaient une valeur de 245 chars par mois.
| Mois      | Estimation statistique | Estimation par les services de renseignements | Selon les archives allemandes |
| Juin 1940 | 169                    | 1 000                                         | 122                           |
| Juin 1941 | 244                    | 1 550                                         | 271                           |
| Août 1942 | 327                    | 1 550                                         | 342                           |

## Autres applications

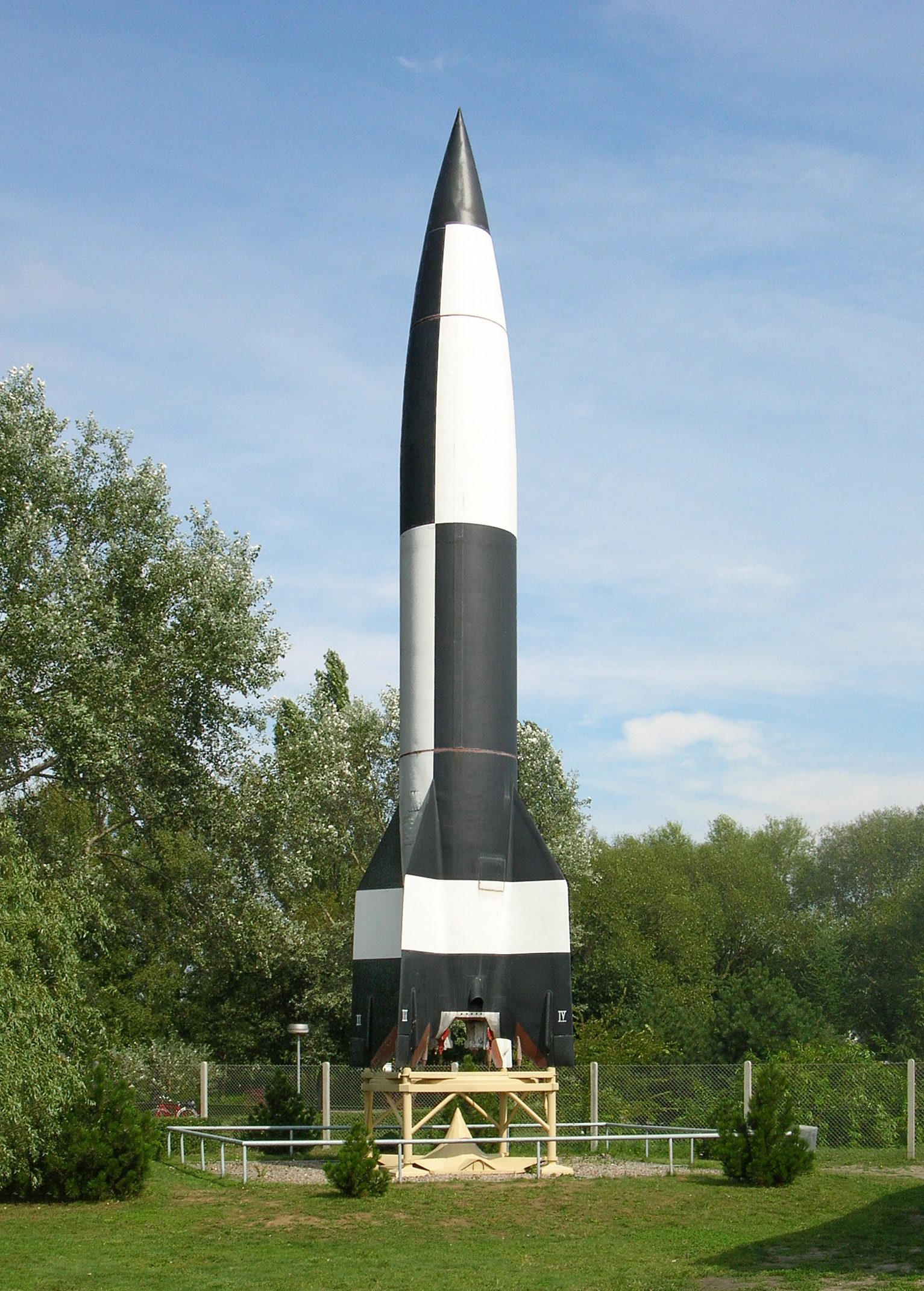
Le problème du char d'assaut allemand a également été utilisé pour l'estimation de la production de fusées V2.

Toujours lors de la Seconde Guerre mondiale, le même modèle a permis d'estimer la production de fusées V2.
L'approche a également été utilisée pour l'estimation de production de chars Merkava israéliens.

## Analyse fréquentiste
L'estimateur sans biais de variance minimale pour une estimation ponctuelle du nombre total de chars {\displaystyle {\hat {N}}} est donné par
{\displaystyle {\hat {N}}=m(1+k^{-1})-1}
où m est le plus grand numéro de série observé et k est le nombre de chars observé (la taille de l'échantillon). On remarque que, une fois observé, un numéro de série n'a aucune chance d'être à nouveau observé.
Cet estimateur a une variance de
{\displaystyle \mathrm {var} ({\hat {N}})={\frac {1}{k}}{\frac {(N-k)(N+1)}{k+2}}\approx {\frac {N^{2}}{k^{2}}}{\text{ pour }}k\ll N}.
En conséquence l'écart-type est approximativement égal à l'écart moyen entre deux observations, c'est-à-dire N/k.
Cette formule d’estimation de N peut être comprise intuitivement comme prenant comme estimation initiale le numéro de série le plus élevé (car étant l'estimateur du maximum de vraisemblance), et en y ajoutant l'écart moyen pour compenser le biais négatif lié à l'utilisation du maximum de l'échantillon m en  tant qu'estimateur du maximum de la population totale N. En effet,
{\displaystyle {\hat {N}}=m+{\frac {m-k}{k}}=m+mk^{-1}-1=m(1+k^{-1})-1}.